# 국제 자외선 탐사선

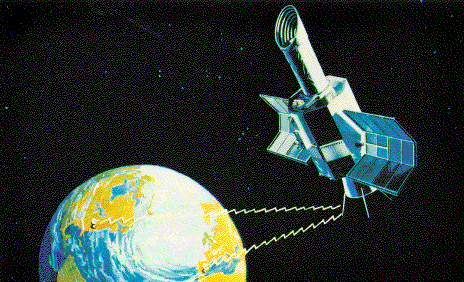

국제 자외선 탐사선(아이유이, International Ultraviolet Explorer, IUE, 익스플로러 57, Explorer 57, 구 SAS-D)은 주로 자외선(UV) 전자기 스펙트럼을 촬영하도록 설계된 최초의 우주 관측소였다. 이 위성은 NASA, 영국 과학기술연구위원회(SERC, 이전 UKSRC), 유럽 우주국(ESA), 이전 유럽우주연구기구(ESRO) 간의 공동 프로젝트였다. 이 임무는 1964년 초 영국의 과학자 그룹에 의해 처음 제안되었으며 1978년 1월 26일 NASA Thor-Delta 2914 발사체를 통해 발사되었다. 임무 수명은 처음에 3년으로 설정되었지만 결국 18년 동안 지속되었으며 1996년에 위성이 폐쇄되었다. 재정적인 이유로 스위치가 꺼졌지만 망원경은 여전히 거의 원래 효율로 작동했다.
미국과 유럽의 지상국을 방문한 천문학자들이 실시간으로 운영한 최초의 우주천문대였다. 천문학자들은 IUE를 사용하여 태양계 천체부터 먼 퀘이사까지 다양한 물체를 104,000회 이상 관찰했다. IUE 데이터의 중요한 과학적 결과 중에는 항성풍에 대한 최초의 대규모 연구, 성간 먼지가 빛을 흡수하는 방식에 대한 정확한 측정, 그리고 당시의 항성 진화 이론을 무시했음을 보여준 초신성 SN 1987A의 측정이 있었다. 임무가 끝났을 때 이 위성은 역사상 가장 성공적인 천문 위성으로 간주되었다.

## 같이 보기
- 익스플로러 계획

1. ↑  “Display: IUE (Explorer 57) 1978-012A”. NASA. 2021년 10월 28일. 2021년 11월 22일에 확인함.  이 문서는 퍼블릭 도메인 출처의 본문을 포함합니다.